# Wat Phnom

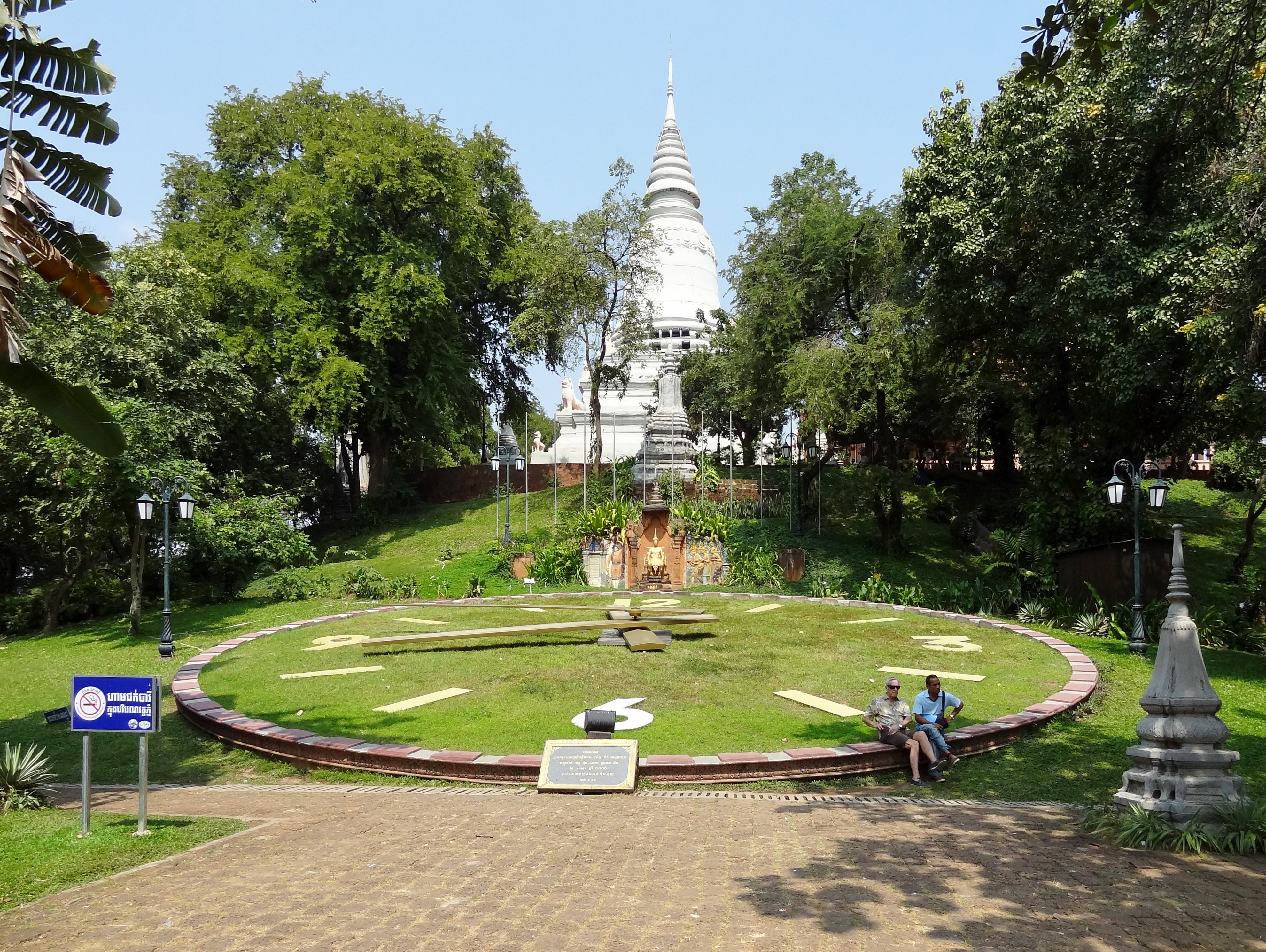
Großer Stupa von Wat Phnom

Wat Phnom ist der wohl bekannteste Stupa in der kambodschanischen Hauptstadt Phnom Penh.
Errichtet auf einem 27 Meter hohen künstlichen Hügel mit 300 Meter Durchmesser ist es das höchstgelegene religiöse Bauwerk der Stadt. Das Heiligtum ist über Treppen und Rampen zugänglich.
Der Legende nach hatte den Bau im Jahre 1372 die wohlhabende Witwe Daun Chi Penh veranlasst, nachdem sie fünf Buddha-Statuen, davon vier aus Bronze und eine aus Stein, in einem Koki-Baumstamm am Ufer des Mekong gefunden hatte, der durch eine große Flutwelle flussabwärts gespült wurde. Sie ließ den Hügel nordöstlich von ihrem Haus aufhäufen und den Tempel, der die Statuen beherbergen sollte, aus den angespülten Baumstämmen errichten. Sie gab der Anlage den Namen Wat Phnom Daun Penh. Phnom bedeutet auf Khmer „Hügel“, und dieser bildete die Keimzelle für die Stadt, deren Name wortgetreu übersetzt „Hügel Penh“ heißt. Im Übrigen bedeutet Wat „Tempel“.
Im Laufe der Jahrhunderte wurde das Bauwerk mehrmals vollständig erneuert oder renoviert (zuletzt 1926) und um weitere Schreine und andere Gebäude ergänzt, das ursprüngliche Gebäude aus dem 14. Jahrhundert ist nicht mehr vorhanden. Die Stupa beherbergt die Asche von König Ponhea Yat und ist das Zentrum der Feiern zum kambodschanischen Neujahrsfest in Phnom Penh.
Um den Hügel herum führt ein großzügig dimensionierter Kreisverkehr.

Ansichten von Wat Phnom
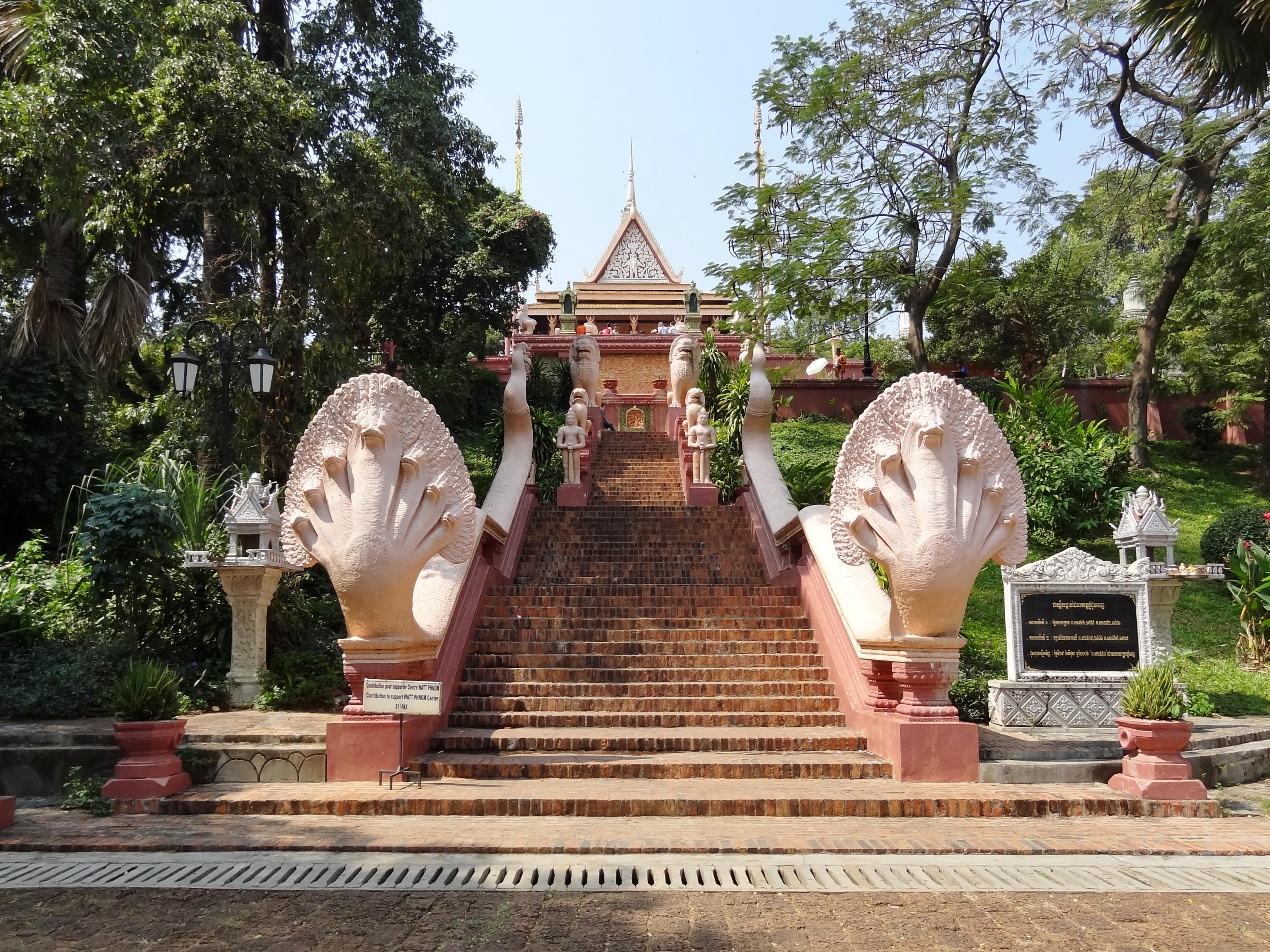
Treppe zum Tempel
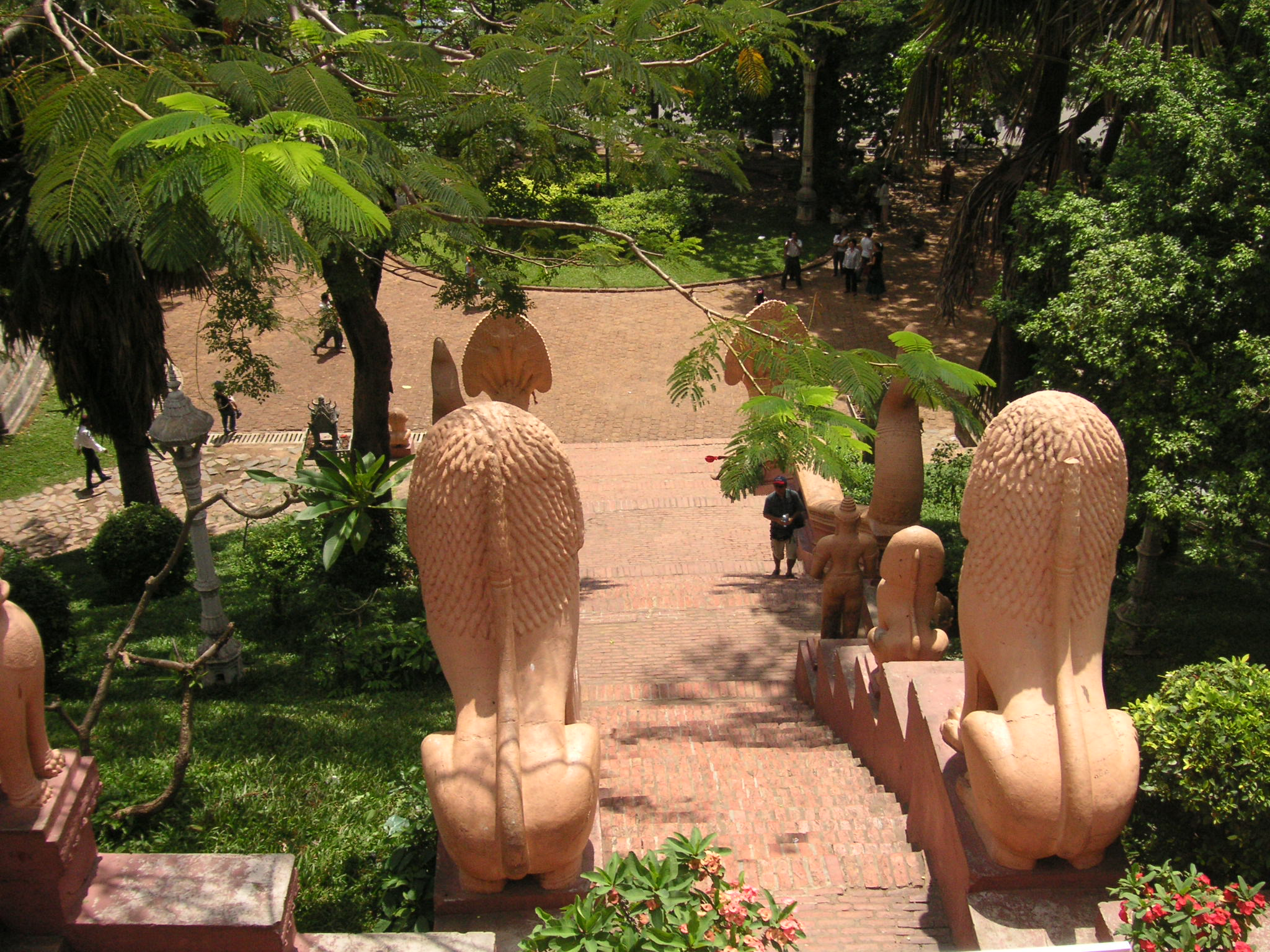
Blick die Treppe hinunter
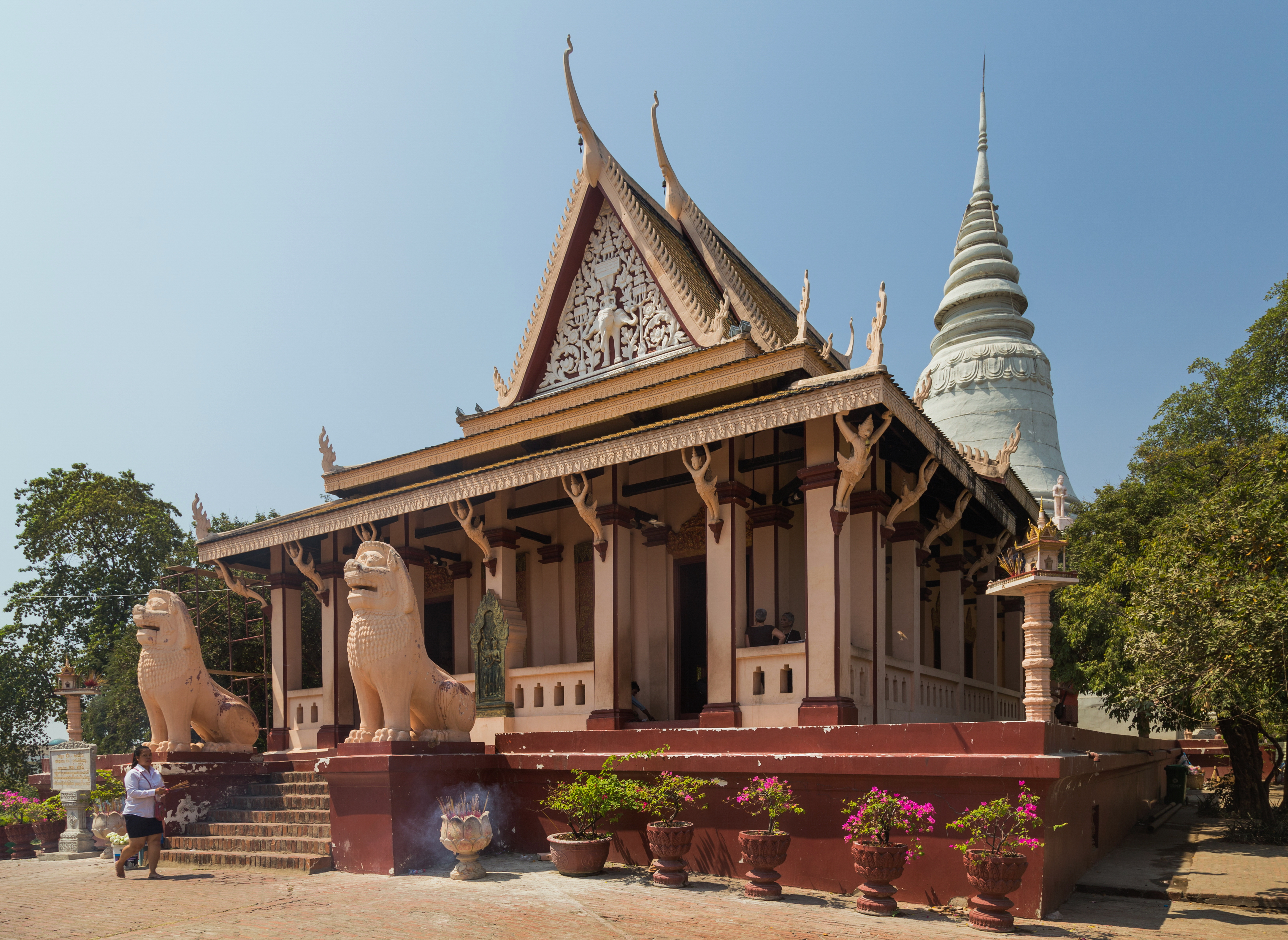
Tempelhaus
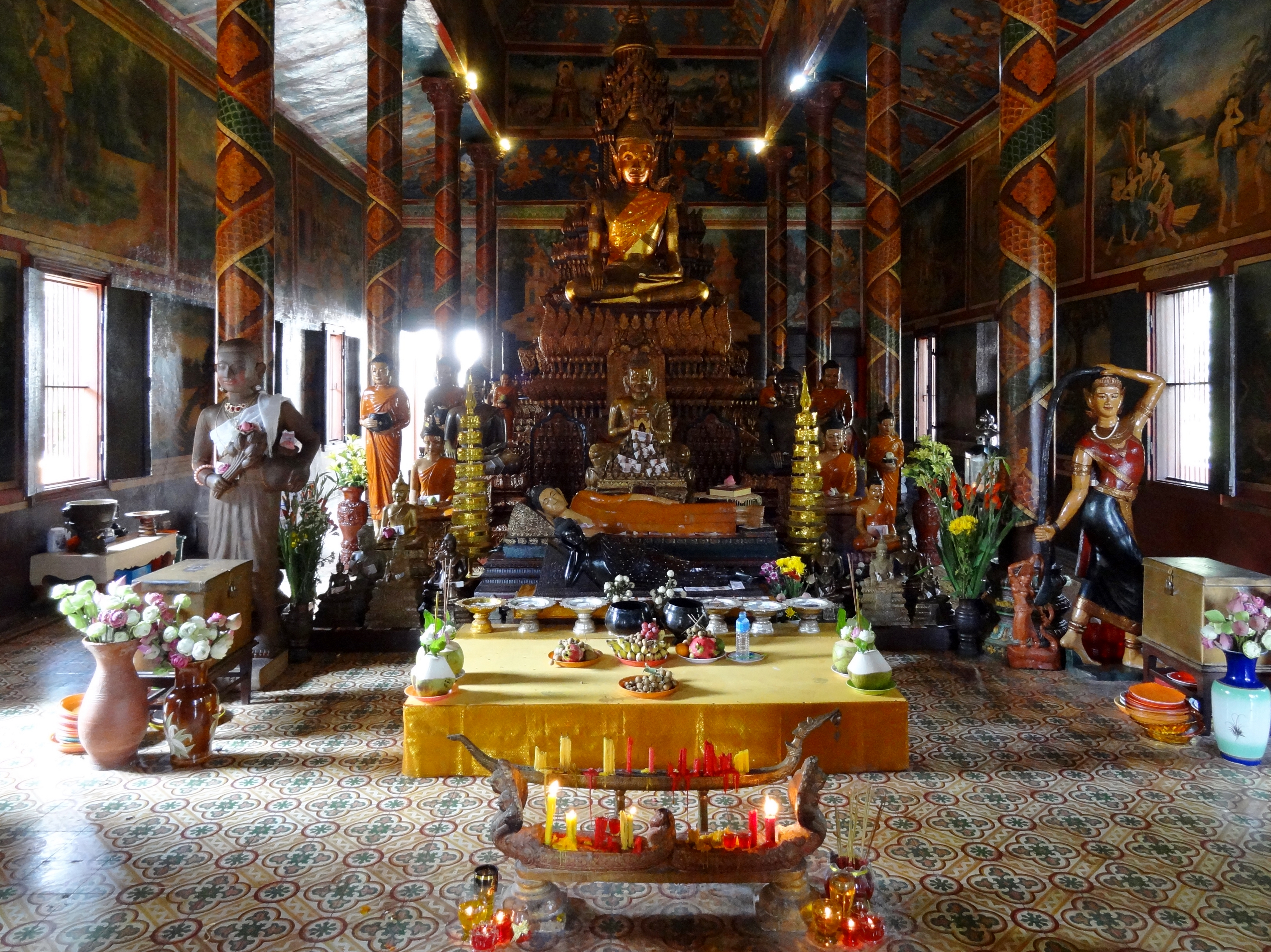
Innenraum des Tempels